# Церква Миколи Чудотворця (Таганрог)
Церква Миколи Чудотворця (рос. Церковь Николая Чудотворца) — православний храм Таганрозького благочиння, Ростовської і Новочеркаської єпархії. Храм розташований у місті Таганрог, Ростовська область; — вул. Шевченка, будинок 28.

## Історія
1777 року головнокомандувач Азовської флотилії і Таганрозького порту контрадмірал Федір Олексійович Клокачев попросив архієпископа Славенського Євгена дозволити будівництво храму на честь Святителя Миколая, який би розміщувався в «морських кварталах» Таганрога.
У 1778 році церкву було освячено, а незабаром визначено як соборну, аж до спорудження Успенського собору. Першим парохом було призначено священика з Воронезької Єпархії — Ісидора Ляхницького. За легендою, храм було збудовано на місці, де стояв намет Петра I, коли він уперше прибув у Таганрог, і робив проміри в морі. Храм побудували моряки, а відвідували його переважно рибалки.
1844 року встановлено нову дерев'яну дзвіницю. У 1865 році парох храму Смирнов клопотав перед міським управлінням щодо безоплатного виділення землі для будівництва будинку, в якому містилася б школа і квартира причту.
1845 року до храму прибудували триярусну цегляну дзвіницю імені Святої Великомучениці Параскеви та упорядкували прилеглу територію. Пізніше до приділу прибудували трапезну. В архітектурно-художньому плані будівля сьогодні є типовою парафіяльною церквою, збудованою за класичними канонами. Дзвіниця і трапезна виконані з деталями стилю ампір.
Під час Кримської війни 1855—1856 років, 22 травня 1855 року Таганрог зазнав артилерійського обстрілу, про що залишилися свідчення у вигляді застряглих бомб у північній стіні Свято-Нікольського храму.
Під час Другої світової війни в 1941 році дерев'яна частина церкви повністю згоріла, а 1957 року верхні яруси дзвіниці підірвано. У 1990-х роках завдяки державному фінансуванню церкву відновили, стараннями пароха Олександра Федоровича Клюнкова та за сприяння старости Ганни Миколаївни Сисуєвої, за проектом компанії «Спецреставрація».

## Духовенство
Настоятель — протоієрей Олексій Лисіков.